# ブランドン・ビーチー
ブランドン・アラン・ビーチー（Brandon Alan Beachy, 1986年9月3日 - ）は、アメリカ合衆国・インディアナ州ハワード郡コーコモー出身の元プロ野球選手（投手）。右投右打。

## 経歴

### プロ入りとブレーブス時代
2008年のMLBドラフトでは指名を受けなかったが、アマチュア・フリーエージェントとしてアトランタ・ブレーブスと契約を結んだ。
2010年9月20日のフィラデルフィア・フィリーズ戦でメジャーデビューを果たした。
2011年は先発ローテーションの5番手として開幕を迎える。4月19日、シーズン4試合目となるロサンゼルス・ドジャース戦でメジャー初勝利を挙げる。6月22日のトロント・ブルージェイズ戦で自己最多の11個の三振を奪うなど、シーズンを通して投球回を上回る169個の三振を奪った。
2012年5月17日のマイアミ・マーリンズ戦でメジャー初完投・初完封を記録するなど、一時防御率がリーグ1位になるも、6月21日にトミー・ジョン手術を受けシーズンを終了した。
2013年は約1年ぶりとなる7月19日に復帰し、その後は先発ローテーション入りを果たす。オフの12月16日に1年契約を結んだ。
2014年3月23日に2度目のトミー・ジョン手術を行うため、15日間の故障者リスト入りした。3月29日に60日間の故障者リストへ異動し、そのままシーズンを終えた。オフの12月2日にノンテンダーFAとなった。

### ドジャース時代
2015年2月21日にドジャースと翌年のオプション付きの1年契約を結んだ。開幕は故障者リストで迎え、7月11日に2年ぶりにメジャーへ復帰した。7月30日にDFAとなった。8月3日にマイナー契約でAAA級オクラホマシティ・ドジャースに異動した。
2016年1月6日、ドジャースと1年150万ドルでメジャー契約を結んだが、1月27日に40人枠から外れAAA級オクラホマシティに降格した。スプリングトレーニングには参加する。

### ドジャース退団後
2018年8月14日に独立リーグ・アトランティックリーグのニューブリテン・ビーズと契約。
2019年2月28日にサンフランシスコ・ジャイアンツとマイナー契約を結んだが、7月26日に自由契約となった。8月5日にアトランティックリーグのロングアイランド・ダックスと契約。9試合に登板して6勝0敗、防御率2.85という好成績を残した。シーズン終了後に退団。
2020年7月に、一時的に結成された独立リーグであるコンステレーション・エナジー・リーグのシュガーランド・スキーターズに入団。1試合に登板した。

## 投球スタイル
約90mph（約144.8km/h）のフォーシーム・ファストボールと、チェンジアップ・カーブ・スライダーを武器とする。

## 詳細情報

### 年度別投手成績
| 年 度    | 球 団    | 登 板 | 先 発 | 完 投 | 完 封 | 無 四 球 | 勝 利 | 敗 戦 | セ 丨 ブ | ホ 丨 ル ド | 勝 率 | 打 者 | 投 球 回 | 被 安 打 | 被 本 塁 打 | 与 四 球 | 敬 遠 | 与 死 球 | 奪 三 振 | 暴 投 | ボ 丨 ク | 失 点 | 自 責 点 | 防 御 率 | W H I P |
| -------- | -------- | ----- | ----- | ----- | ----- | -------- | ----- | ----- | -------- | ----------- | ----- | ----- | -------- | -------- | ----------- | -------- | ----- | -------- | -------- | ----- | -------- | ----- | -------- | -------- | ------- |
| 2010     | ATL      | 3     | 3     | 0     | 0     | 0        | 0     | 2     | 0        | 0           | .000  | 67    | 15.0     | 16       | 0           | 7        | 3     | 0        | 15       | 1     | 0        | 9     | 5        | 3.00     | 1.53    |
| 2011     | ATL      | 25    | 25    | 0     | 0     | 0        | 7     | 3     | 0        | 0           | .700  | 591   | 141.2    | 125      | 16          | 46       | 9     | 5        | 169      | 11    | 1        | 62    | 58       | 3.68     | 1.21    |
| 2012     | ATL      | 13    | 13    | 1     | 1     | 0        | 5     | 5     | 0        | 0           | .500  | 319   | 81.0     | 49       | 6           | 29       | 1     | 1        | 68       | 4     | 0        | 57    | 18       | 2.00     | 0.96    |
| 2013     | ATL      | 5     | 5     | 0     | 0     | 0        | 2     | 1     | 0        | 0           | .667  | 120   | 30.0     | 27       | 5           | 4        | 0     | 0        | 23       | 2     | 0        | 17    | 15       | 4.50     | 1.03    |
| 2015     | LAD      | 2     | 2     | 0     | 0     | 0        | 0     | 1     | 0        | 0           | .000  | 39    | 8.0      | 10       | 1           | 6        | 2     | 0        | 5        | 0     | 0        | 7     | 7        | 7.88     | 2.00    |
| MLB：5年 | MLB：5年 | 48    | 48    | 1     | 1     | 0        | 14    | 12    | 0        | 0           | .538  | 1136  | 275.2    | 227      | 28          | 92       | 15    | 6        | 280      | 18    | 1        | 119   | 103      | 3.36     | 1.16    |

### 背番号
- 37 (2010年 - 2015年)